# Mali Uke
Mali Uke is een bestuurslaag in het regentschap Pidie van de provincie Atjeh, Indonesië. Mali Uke telt 329 inwoners (volkstelling 2010).